# 黑川郡
黑川郡（日语：／ Kurokawa gun */?）是宮城縣的一郡。人口 81,133人、面積416.93 km²（2005年）。
現轄有以下2町1村。
- 大和町
- 大鄉町
- 大衡村